# Jose Roy

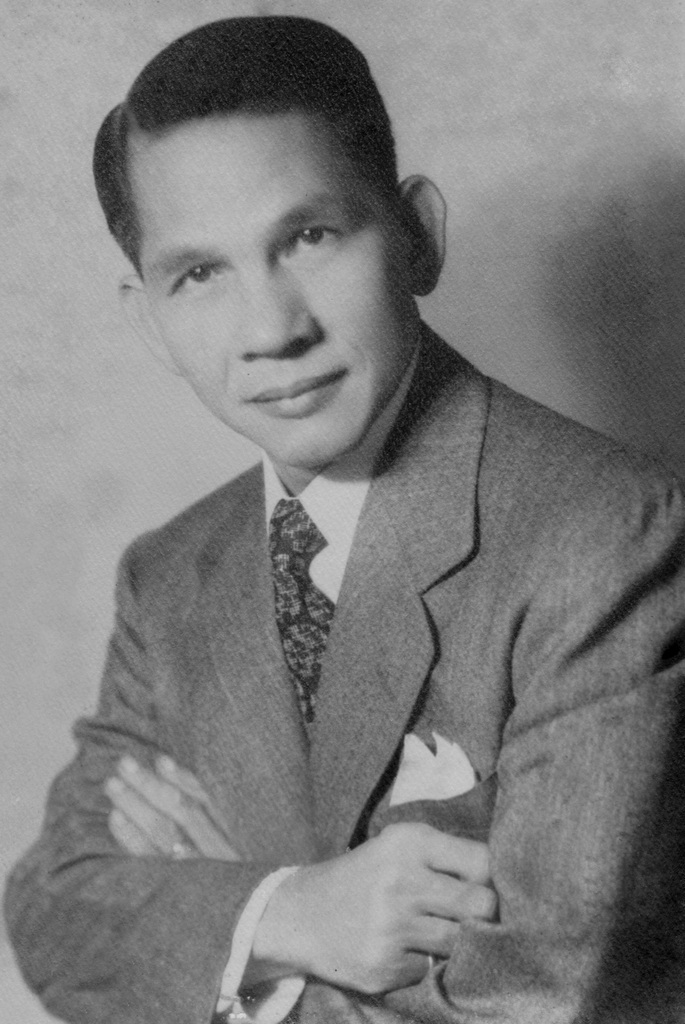
Jose Roy

Jose J. Roy (Moncada, 19 juli 1904 – 14 maart 1986), was een Filipijns politicus. 

## Biografie
Roy behaalde in 1930 zijn Bachelor-diploma rechten aan de University of the Philippines en slaagde datzelfde jaar bovendien voor het toelatingsexamen van de Filipijnse balie (bar exam). Na een jaar werkzaam geweest te zijn als special attorney van de Public Service Commission begon hij zijn eigen advocatenkantoor.
In 1946 begon zijn politiek carrière toen hij werd gekozen als lid van het Huis van Afgevaardigden namens de provincie Tarlac. In zijn periode als afgevaardigde initieerde Roy vele wetsvoorstellen, zoals de Central Bank Act, de Industrialization Act, de Agricultural Tenancy Act, de Original Anti-Graft Law en de Rafiff and Customs Code. Ook deed hij pogingen om het grote landgoed Hacienda Luisita in Tarlac te laten verdelen onder de arme landarbeiders die er werkten. In deze periode was hij ook viermaal de Filipijnse vertegenwoordiger van de Algemene Vergadering van de Verenigde Naties, namelijk in 1950, 1952, 1954 en in 1956.
Bij de verkiezingen van 1961 werd Roy gekozen als lid van de Filipijnse Senaat. Na zijn herverkiezing bij de verkiezingen van 1967 was hij plaatsvervangend voorzitter van de Senaat. Bovendien was hij Majority Floor Leader en zat in de Commissie voor benoemingen.